# Bracon mediator
Bracon mediator är en stekelart som beskrevs av Christian Gottfried Daniel Nees von Esenbeck 1834. Bracon mediator ingår i släktet Bracon och familjen bracksteklar. Arten är reproducerande i Sverige. Inga underarter finns listade.